# یوروکوپتر ئی‌سی۱۵۵
یوروکوپتر ئی‌سی۱۵۵ (به انگلیسی: Eurocopter EC155) یک بالگرد ساختِ کارخانهٔ ایرباس هلیکوپترز است. این بالگرد برای نخستین بار در ۱۷ ژوئن ۱۹۹۷ میلادی مورد استفاده قرار گرفت.